# Euro Truck Simulator
Euro Truck Simulator é um jogo de simulação de caminhões desenvolvido pela SCS Sofware.
O jogador pode conduzir através de toda Europa, visitando cidades, carregando uma variedade de cargas e entregando-as.

## Jogabilidade
Os jogadores escolhem seu país de partida, entre: Áustria, Bélgica, República Checa, França, Alemanha, Itália, Holanda, Polônia, Portugal, Espanha, Suíça ou Reino Unido. Em seguida, os jogadores escolhem seu primeiro caminhão com um orçamento de 92 000 euros.
Após isso, os jogadores podem começar a tomar postos de trabalho entre várias empresas fictícias e a entrega de carga para várias cidades de seu país, começando, assim, a ganhar dinheiro. Este dinheiro pode ser gasto em um caminhão novo, atualizando o caminhão atual ou expandir o seu negócio para outros países ou obter uma licença para dirigir cargas inflamáveis, de alto valor, carga frágil, entrega just-in-time, eco-direção, longa distância e produtos químicos.

### Mapa
| País (total de cidades) | Cidades                                  |
| ----------------------- | ---------------------------------------- |
| Alemanha (3)            | Berlim, Frankfurt am Main, Munique       |
| Inglaterra (3)          | Londres, Manchester, Newcastle upon Tyne |
| França (3)              | Paris, Lyon, Bordeaux                    |
| Espanha (2)             | Madri, Barcelona                         |
| Itália (2)              | Roma, Milão                              |
| Portugal (1)            | Lisboa                                   |
| Suíça (1)               | Berna                                    |
| Bélgica (1)             | Bruxelas                                 |
| Áustria (1)             | Viena                                    |
| Países Baixos (1)       | Amsterdã                                 |
| Polônia (1)             | Varsóvia                                 |

### Caminhões
Como o jogo é ambientado na Europa, algumas das principais fabricantes de caminhões estão presentes, porém seus nomes reais não são revelados. As marcas são:
- Swift - Scania
- Valiant - Volvo
- Majestic - Mercedes-Benz
- Runner - Renault

## Versões
- Versão 1.0: Já está concluída. O Euro Truck Simulator foi enviado às lojas na Alemanha no dia 6 de Agosto de 2008. A data de lançamento na Polónia foi no dia 20 de Agosto e a data de lançamento no Reino Unido foi 29 de Agosto.

- Versão 1.2: Já está incluído o Reino Unido. A nova versão acrescenta o Reino Unido com 3 novas cidades, que são London, Manchester e Newcastle, e o ferry boat entre Calais e Dover, conta também com mais estradas secundarias na Alemanha e na Polónia e a compatibilidade com DirectX melhorada.

- Versão 1.3: Conta com algumas melhorias nas estradas, alguns novos sons, e outros melhorados e o radio, onde se pode ouvir musica, mas no formato .Ogg.

## Mods
Os jogadores podem baixar mods (modificações) para o jogo. Há caminhões, reboques e conjuntos de reboques e caminhões, ônibus e automóveis, pinturas de reboques, empresas, etc. Há também mapas para adicionar em seu jogo. Isso adiciona estradas extras e atalhos e novos países disponíveis que não foram apresentados na versão original.